# Murcia (Negros occidental)
Pour les articles homonymes, voir Murcia.
Murcia est une localité de la province du Negros occidental, aux Philippines. En 2015, elle compte 81 286 habitants.